# Shushtar
Shūshtar (in persiano شوشتر‎; in arabo ﺗﻮﺳﺘﺮ‎?, Tūstar) è il capoluogo dello shahrestān di Shushtar, circoscrizione Centrale, nella provincia del Khūzestān. Aveva nel 2006 una popolazione di 94.124 abitanti.

## Storia
Shushtar (il cui nome significa "maggiore di Shush") era un'antica cittadella fortificata. Nel periodo elamico era conosciuta con il nome di Adamdun e in periodo achemenide si chiamava Šurkutir. In era sasanide era un'isola sul fiume Karun, scelta come capitale estiva dell'Impero. Il fiume fu canalizzato per formare un fosso intorno alla città mentre si costruirono ponti in corrispondenza delle porte principali. Quando Sapore I sconfisse l'imperatore romano Valeriano, ordinò ai soldati fatti prigionieri di costruire un grande ponte e una diga lunga 550 metri, nota come Band-e Qayṣar ("Ponte di Cesare").
La città fu conquistata dagli Arabi musulmani di al-Barāʾ ibn Mālik all'epoca del califfato di ʿUmar b. al-Khaṭṭāb.

In età omayyade fu roccaforte kharigita, fin quando fu assoggettata dal Wālī d'Iraq, al-Ḥajjāj b. Yūsuf.

In età abbaside risentì abbastanza positivamente della relativa vicinanza con Baghdad e un quartiere della capitale califfale era noto come Maḥallat al-Tūstariyyīn (Luogo degli abitanti di Tūstar), perché abitato prevalentemente da commercianti e da funzionari statali provenienti dal Khuzistan.
Conquistata da Tamerlano, rimase sotto controllo timuride fino al 1514. Cadde poi sotto controllo safavide.
A metà del XIX secolo si contava in città un consistente numero di famiglie mandee.